# Coppa di Würzburg

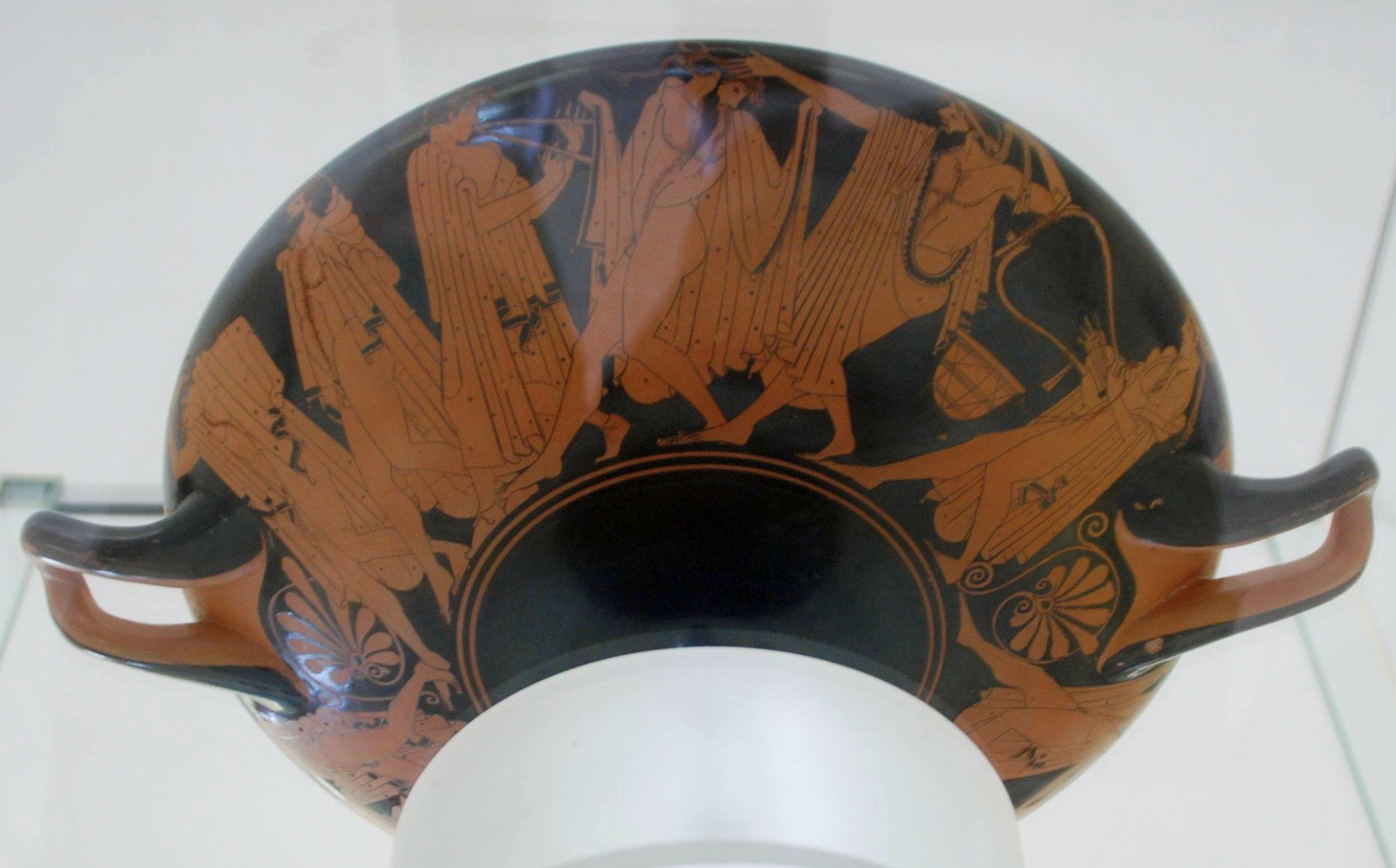
Parte esterna della coppa di Würzburg: un corteo in processione, affiancato da un suonatore di aulo, sulla destra, e uno di Barbiton, sulla sinistra.

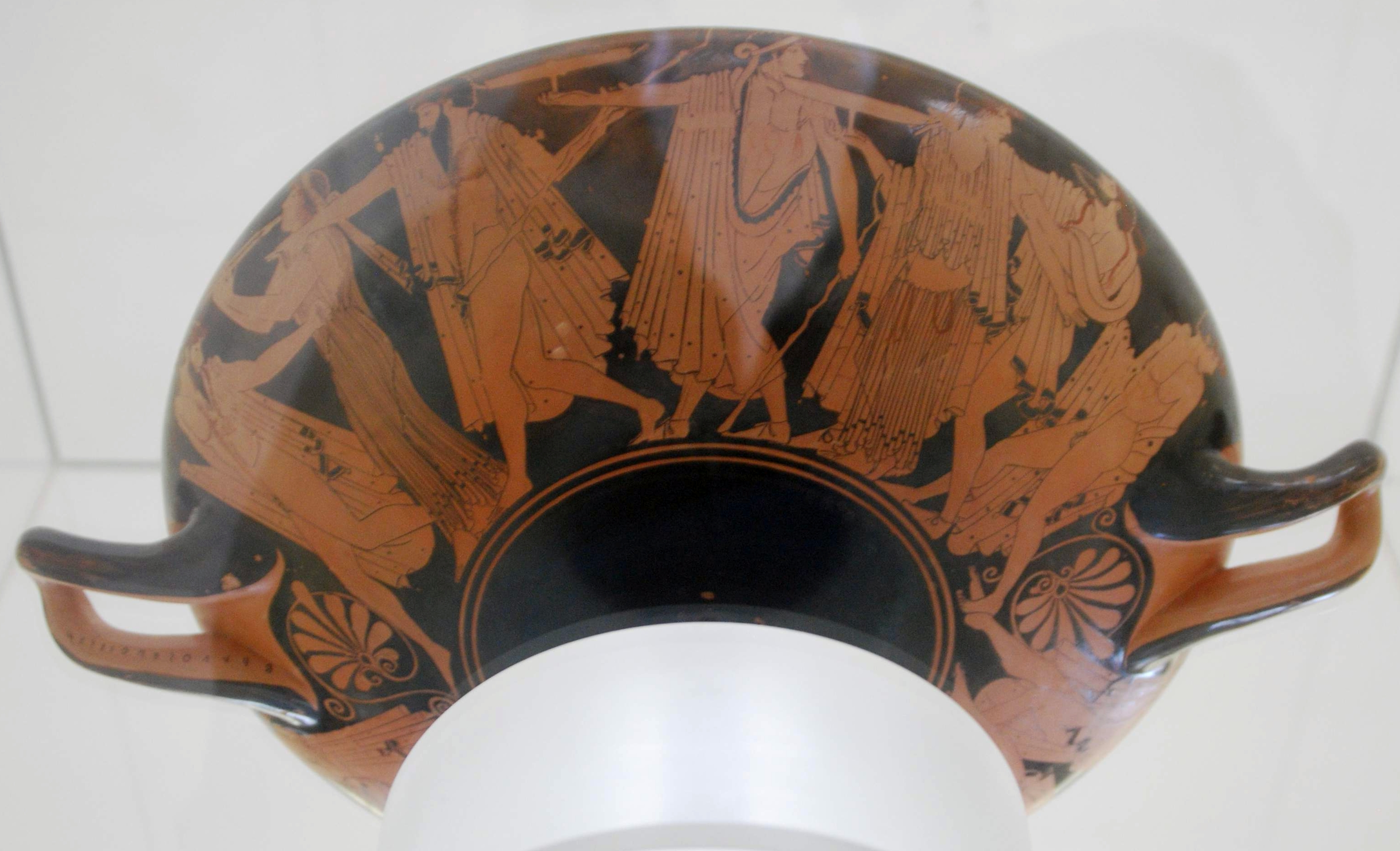
Parte esterna della coppa di Würzburg: un corteo in processione.

La Coppa di Würzburg è una coppa da vino in ceramica, di fattura attica e appartenente alla corrente delle figure rosse, risalente approssimativamente al 480 a.C. Fu realizzata dal ceramista Brygos e decorata dal ceramografo noto come pittore di Brygos. Rappresenta uno dei soggetti più comuni nella decorazione della ceramica attica.
Un tempo appartenente alla collezione Feoli, oggi si trova nel Martin-von-Wagner-Museum di Würzburg, dove costituisce il pezzo numero HA 428 (= L 479).

## Attribuzione
L'attribuzione è possibile in quanto nella parte interna del manico sinistro è presente la firma dell'autore: sono infatti impressi i caratteri greci ΒΡΥΓΟΣ ΕΠΟΙΕΣΕΝ, traducibili con "Brygos fece questo", come era tradizione per le opere artistiche dell'epoca. Tra gli studiosi si sono sollevate però obiezioni relative alla teoria che attribuisce quest'opera al pittore e al vasaio di Brygos.
Il pittore è stato identificato con il nome di pittore di Brygos da John Beazley, che ipotizzò pure come il vasaio che aveva il realizzato quell'opera fosse veramente abile nel suo ambito. 

## Descrizione
Fatta eccezione per una frattura sulla base, la coppa ci perviene intatta: si tratta di una kylix, più precisamente di un esempio della cosiddetta coppa B, caratterizzata, in conformità con gli stilemi tipici di questa categoria, da un disegno delicato e da un invaso ancora poco profondo ma con uno stelo più slanciato e sottile rispetto a quanto si può osservare nelle coppe che seguono il modello di coppa A. La parte esterna è perfettamente lavorata su tutta la superficie. L'opera è alta in totale 14 centimetri e presenta un diametro di 32,2 centimetri. 
L'immagine nella parte centrale del vaso mostra un giovane ubriaco dopo aver partecipato a un simposio. Una donna bionda sostiene la sua testa: dato che in tali opere venivano raffigurate solo prostitute, è probabile si tratti di un'etera. Entrambi gli individui sono coperti da ghirlande. Il giovane si sostiene grazie a un bastone da passeggio, che simboleggia il tempo libero: probabilmente si tratta di un giovane aristocratico. La figura è raffigurata da un meandro, ossia un bordo decorato secondo un disegno modulare. 
La parte esterna mostra un komos, ossia un corteo che seguiva la fine dei banchetti. Molti dei soggetti raffigurati sono quasi completamente nudi, vestiti solo con una clamide e incoronati con una ghirlanda realizzata con sarmenti di vite. I mantelli sono decorati dall'aggiunta di puntini sparsi sulla loro superficie, come era uso di questo ceramografo. Due degli uomini suonano strumenti musicali, uno un aulo, un flauto doppio, un altro una barbiton, una particolare tipologia di lira. Alcuni dei dettagli, come i mantelli e le corone, sono verniciati nello stesso colore rosso della pelle.

## Curiosità
Quest'opera gode di una certa celebrità soprattutto per quanto concerne l'immagine centrale e il suonatore di barbiton, frequentemente riprodotti in numerosi media presenti in rete e relativi alla storia della musica. Pure il libro Rotfigurige Vasen aus Athen. Die Zeit archaische, scritto da John Boardman, sfrutta questa immagine per la propria copertina.